# 白眉黄臀鹎
白眉黄臀鹎（学名：Pycnonotus goiavier），是雀形目鹎科的一种鸟类。

## 特征
白眉黄臀鹎体重约27.8克，翼长约87毫米，嘴峰长约18.5毫米，喙宽度约4.3毫米，喙厚度约5毫米，跗蹠长约20.9毫米，尾长约77.2毫米。白眉黄臀鹎在其分布区内为留鸟，其栖息在半开放的灌木丛中，食性为草食性。